# 南旺分水龙王庙
南旺分水龙王庙位于山东省济宁市汶上县南旺镇，是中华人民共和国山东省文物保护单位之一。
龙王庙是南旺水利枢纽建后所建立的庙宇。1992年，列为第二批山东省文物保护单位。2013年，以南旺分水口、南旺分水龙王庙为核心的大运河南旺枢纽国家考古遗址公园列入第二批国家考古遗址公园。

## 历史
明朝永乐年间，工部尚书宋礼疏通会通河、修筑南旺水利枢纽。工程完成后，始建南旺分水龙王庙。清朝雍正四年（1726年），雍正帝為表彰疏通会通河貢獻，祀封宋禮為宁漕公。以汶上县农民、民夫队长白英封永济神相附，祭祀于汶上县南旺龙王庙。
清末民初，分水龙王庙逐渐废弃。1935年，当地政府在龙王庙建立“政教合一”的南旺乡村学校，代行区级政权。1966年秋，龙王庙在破四旧中，文物被毁。1967年春，南旺学校师生拆除戏楼，拉倒20余座碑碣。1969年春，汶上县以建化肥厂需用木料为由，拆除龙王庙大殿。禹王殿、宋公祠、文公祠、观音阁、关帝庙、蚂蚱神庙等建筑，因年久失修和无人管理，多失原貌:46。
1992年6月12日，授予山东省文物保护单位，归类于古建筑及历史纪念建筑。2012年6月，以南旺镇境内南旺分水口、南旺分水龙王庙为核心的大运河南旺枢纽国家考古遗址公园举行奠基仪式。2014年，遗址公园列入第二批国家考古遗址公园:46—47。2014年，龙王庙随同南旺水利枢纽成为世界遗产。
有称南旺分水龙王庙在2006年列为第六批全国重点文物保护单位:46，来源不详。南旺镇有第六批全国重点文物保护单位——京杭大运河（后并入大运河）的子项：南旺枢纽，但南旺分水龙王庙不在南旺枢纽的十一个细项中。

## 建筑
分水龙王庙正对小汶河济运处，坐南朝北，经明清两代修葺、添建，成为一处结构和功能完备的大型建筑群落。包括龙王庙大殿、戏楼、禹王楼、水明楼、宋大王祠、白大王祠、关帝庙、观音阁、莫公祠、文公祠、蚂蚱庙（又称刘猛将军庙）及和尚禅室等十余处院落。其中龙王庙大殿建于明永乐年间，宋公祠、白英祠建于正德七年（1512年），禹王楼、水明楼建于清朝康熙十八年（1679年）五月至十九年十月，莫公祠建于嘉庆年间（1796年至1820年），观音阁建于道光十一年（1831年），蚂蚱庙建于咸丰八年（1858年）:45。
由东、中、西三路建筑组合。三路建筑分别以中轴线对称布局，组成三进院落，由甬道和过门连通形成一介整体。东路建筑为牌坊、山门、戏楼、钟鼓楼、龙王大殿、關帝廟。中路建筑为水明楼、过厅、东西厢房、禹王殿、观音阁。西路建筑为大门、六角亭、过厅、潘公祠、白公祠、宋公祠以及院墙。
同时，考古清理出“宋尚书祠堂记”、明万历十六年（1588年）“圣旨碑”、“汶邑南旺镇分水龙王庙记”等20余块明清碑刻。